# Гарби, Кэти
 Кэти Гарби (греч. Καίτη Γαρμπή, настоящее имя — Экатерини Гарби (греч. Αικατερίνη Γαρμπή; род. 8 июня 1961, Афины) — греческая певица.

## Биография
Экатерини родилась 8 июня 1961 года в Афинах. Начала певческую карьеру со своей младшей сестрой Лианой в группе «Сёстры Гарби», когда ей было пятнадцать, а Лиане — тринадцать лет. Из-за их юного возраста отец был против того, чтобы они работали, однако, не встал на пути их многообещающего будущего, о чём говорил их талант. Как «Сёстры Гарби» они известны сотрудничеством с Яннисом Флориниотисом (греч.).
Затем Кэти оставила работу в дуэте и записала свой первый сольный сингл «Sain Trope», который стал хитом. В 1987 году она появилась на сборнике «Ta Deka Dekaria» вместе с такими начинающими артистами, как Манто, Полина, София Вассу и Лаврентис Махерицас. Этот альбом имел большой успех, и в 1989 году вышла вторая часть, на которой были уже две композиции Гарби, «Αχ, αυτό μ' αρέσει» (с греч. — «О, я люблю») и «Ζω να σ' αγαπώ» (с греч. — «Жить, чтобы любить»). Эти песни привлекли к Кэти внимание со стороны представителей звукозаписывающей компании CBS Records, и вскоре певица подписала контракт с лейблом и выпустила дебютный альбом под названием «Prova». Затем последовал релиз альбомов «Gyalia Karfia» («Вдребезги») в 1990 году и «Entalma Silepseos» («Ордер на арест») в 1991 году.
В 1993 году певица представляла свою страну на конкурсе Евровидение с песней «Ellada, Hora Tou Fotos» и заняла девятое место. На волне успеха Кэти Гарби выпустила платиновый альбом «Os Ton Paradeiso» («В раю») в 1993 году и дважды платиновый «Atofio Hrysafi» («Чистое золото») в 1994 году. Следующий альбом «Arhizo Polemo» («Я начинаю войну») 1996 года стал ещё успешнее и трижды платиновым. Таких же результатов достиг и восьмой студийный альбом Катерины, «Evaisthisies» («Чувственность»). Композитор — Фивос.
Самым продаваемым является одиннадцатый альбом под названием «To Kati» («Что-то») 2000 года, который четырежды становился платиновым.
За свою более чем двадцатилетнюю музыкальную карьеру Кэти стала одной из самых успешных греческих певиц.
2 октября 2020 года вышла новая песня Кэти Гарби под названием «Σ' όποιον αρέσω» с музыкой и стихами Фивоса от Panik Platinum. Это третья песня, на которой стоит авторская подпись композитора после их творческого воссоединения в 2019 году. 15 октября был выпущен провокационный клип на эту песню под руководством Йоргоса Гавалоса. Видеоклип содержит социальный сигнал против всех форм дискриминации и написан в конце («Все разные. Все равны»).

## Дискография
В составе «Αδελφές Γαρμπή» - (рус. Сёстры Гарби)
- 1975 — Τρίξαμε Τα Δόντια

### Студийные альбомы
- 1989 — Πρόβα
- 1990 — Γυαλιά Καρφιά
- 1991 — Ένταλμα Συλλήψεως
- 1992 — Του Φεγγαριού Αναπνοές
- 1993 — Ως Τον Παράδεισο
- 1994 — Ατόφιο Χρυσάφι
- 1996 — Αρχίζω Πόλεμο
- 1997 — Ευαισθησίες
- 1998 — Χριστούγεννα Με Την Καίτη
- 1999 — Δώρο Θεού
- 2000 — Το Κάτι
- 2001 — Απλά Τα Πράγματα
- 2002 — Μια Καρδιά
- 2003 — Έμμονες Ιδέες
- 2004 — Γαλάζιο Και Λευκό + Remixes
- 2005 — Έχω Στα Μάτια Ουρανό
- 2006 — Πώς Αλλάζει Ο Καιρός
- 2008 — Καινούργια Εγώ
- 2011 — Παζλ
- 2012 — Buona Vita
- 2013 — Περίεργες Μέρες
- 2017 — Σπάσε Τους Δείκτες

### Сборник альбомов
- 1987 — Τα 10 Δεκάρια
- 2008 — Οι Μεγαλύτερες Επιτυχίες
- 2013 — Από Καρδιάς (Διπλό best of album)

### Концертный сборник
- 2007 — 18 Χρόνια Live
- 2020 — 30 Χρόνια Καίτη Γαρμπή (Κατράκειο Θέατρο)

### Синглы
- 2015 — Να Μου Μιλάς Στον Ενικό
- 2015 — Ελεύθερη
- 2015 — Κοίτα Σ Αγαπάω
- 2015 — Την καρδιά σου ρώτα
- 2016 — Disko Partizani
- 2016 — Σαββατόβραδο
- 2016 — Αύριο
- 2019 — Ήλιος Δε Βγαίνει Αν Δεν Πεις Καλημέρα
- 2019 — Κορμιά Χαμένα
- 2020 — Σ' Όποιον Αρέσω
- 2021 — Άμα Φύγω

### Дуэты
- 1992 «Έρωτα Μου, Έρωτα Μου» (при уч. Танос Каллирис)
- 1994 «Στιγμές» (при уч. Костас Турнас)
- 1995 «Ζήσαμε» (при уч. Дионисис Схинас)
- 1997 «'Η πατρίδα μου» (при уч. Антонис Вардис)
- 1997 «Ασυμφωνία Χαρακτήρων» (при уч. Антонис Ремос)
- 2000 «Καλύτερα οι δυο μας» (при уч. Анна Висси)
- 2000 «Επιτέλους» (при уч. Наташа Феодориду)
- 2001 «Τι Θέλουνε Τα Μάτια Σου» (при уч. Exis)
- 2003 «Θα μείνει μεταξύ μας» (при уч. Йоргос Цаликис)
- 2003 «Πόσο θα 'θέλα» (при уч. Яннис Вардис)
- 2003 «Άδικο και κρίμα» (при уч. Antique)
- 2003 «Εμείς» (при уч. Толис Воскопулос)
- 2005 «Spaciba Baby» (при уч. Христос Дантис)
- 2006 «Ισόβιος Δεσμός» (при уч. Стафис Рафтопулос)
- 2007 «Τούλι για το Χριστούλη» (при уч. Константинос Палиацарас)
- 2008 «Καινούρια εγώ» (при уч. Тирио)
- 2012 «Buona Vita» (при уч. Орнелла Ванони)
- 2013 «Δείξε Μου» (при уч. Йоргос Пападопулос)
- 2013 «Ιεροσυλία» (при уч. Rec, Никифорос) - (MAD VMA 2013 by Vodafone)
- 2014 «Να σε ζηλεύουν πιο καλά» (при уч. Йоргос Цаликис)
- 2015 «Φουντώνω Και Λυγίζω» (при уч. Костас Карафотис)
- 2015 «Κοίτα  Σ' Αγαπάω» (при уч. Бурак Кут)
- 2017 «Ούτε Λέξη» (при уч. Василис Каррас)
- 2017 «Ζηλιάρης Ουράνος» (при уч. Эвридики)
- 2019 «Θα μελαγχολήσω» (при уч. Alcatrash)
- 2020 «Κιβωτός» (при уч. Антонис Ремос) (2020 Version)
- 2021 «Ατόφιο Χρυσάφι» (при уч. Дионисис Схинас)
- 2022 «Τρυφερότητα» (при уч. Яннис Плутархос)
- 2022 «Όλα Στα Καταλογίζω» (при уч. Тодорис Феррис)

### DVD-диски
- 2002 — The Video Collection